# Мухаммад Амин-бий
Мухаммад Амин-инак (1730—1790) — первый правитель (в 1763—1790 годах) из узбекской династии кунгратов в Хивинском ханстве.

## Биография
В XVII—XVIII веках основную политическую силу в Хивинском ханстве составляли узбекские племена: Кунграты (узбеки), найманы, кияты, мангыты, нукузы, канглы и кипчаки. В борьбе за власть во второй половине XVIII века победу одержало узбекское племя кунграт.
В 1763 году к власти в Хорезме (в российской историографии называлось Хивинским ханством) пришёл представитель узбекского рода кунграт Мухаммад Амин, имевший титул инака.
Мухаммад Амин проводил политику по восстановлению экономики страны после тяжёлого кризиса середины XVIII века. В период его правления в Хорезме проводились большие ирригационные работы. Проводя жёсткую внутреннюю политику, он, хотя вначале испытывал большие трудности и неудачи, но постепенно смог установить относительный мир и политическую стабильность в государстве. По данным историка Агахи, Мухаммад Амин позволил поселиться в пределах государства большой группе каракалпаков..
Он смог предотвратить два вторжения: из Бухарского эмирата в 1782 году и со стороны кочевых туркменских племён в 1770 году.
По приказу Мухаммад Амина в Хиве в Ичан-кале были построены пятничная многоколонная мечеть и минарет (1788—1789).

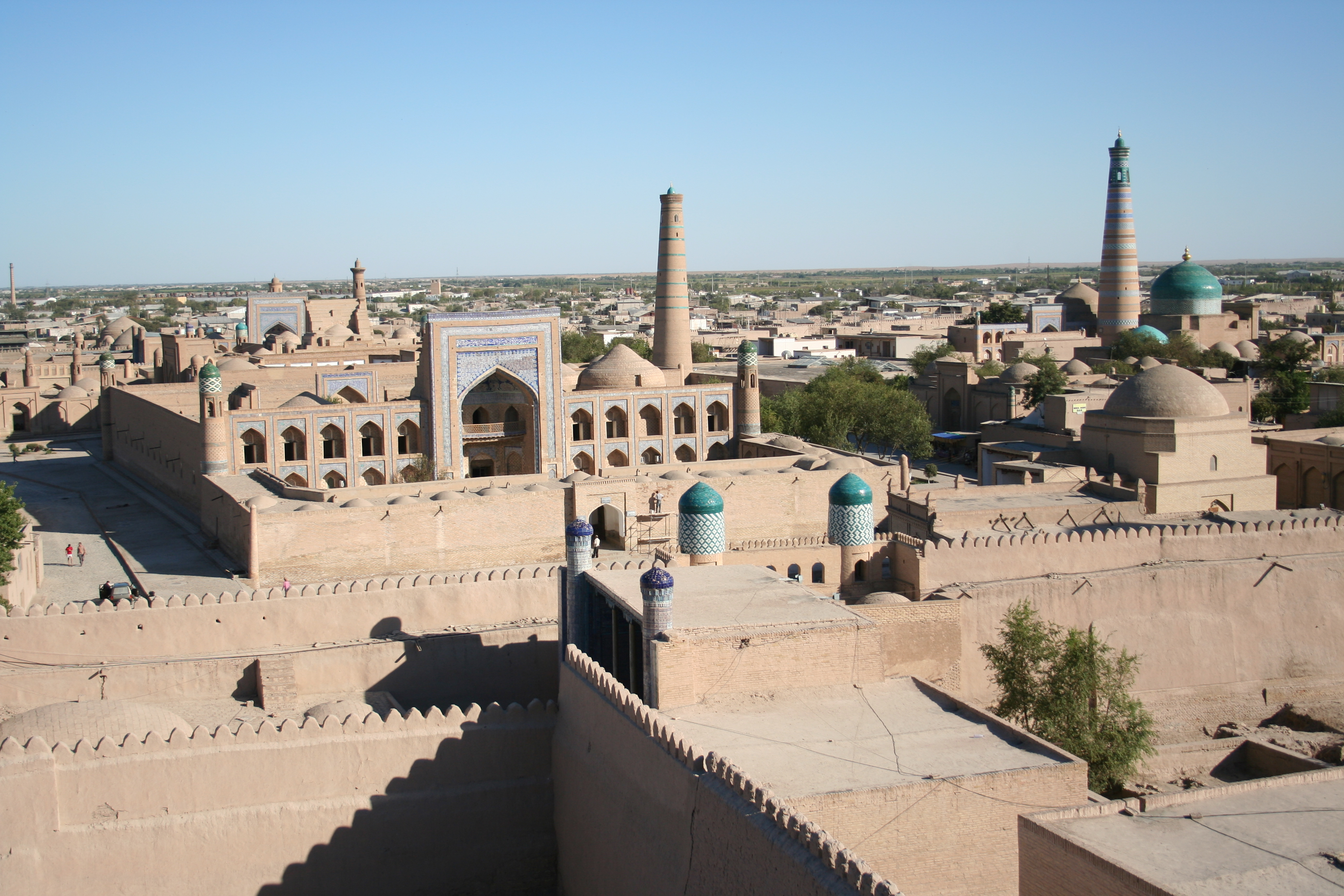
Хива: Ичан кала

## Смерть
Мухаммад Амин скончался 14 апреля 1790 года и был похоронен в Хиве.
После его смерти власть полностью перешла к его сыну Аваз-инаку (1790—1804).